# 蠢動 -しゅんどう-
『蠢動 -しゅんどう-』（しゅんどう）は、2013年10月19日に公開された日本映画。

## 概要
自主映画界初の16mm時代劇となった82年製作の『蠢動』を監督した三上康雄が、同作を原案として2013年に製作した時代劇映画。享保年間の山陰・因幡藩を舞台に、前半はそれぞれの正義を貫き通そうとする人々の群像劇、後半は雪中での走る、斬るの大殺陣となる。

『蠢動』との関連について、三上監督はインタビューで「リメイクではなくエッセンスを持ってきているだけの、あくまでも原案。“走る”“斬る”そして“雪の中”というところを受け継いだ別の映画だと思っています」と答えている。
全国85館でロードショー公開され、ハワイ国際映画祭、ダラス・アジアン映画祭にも出品し上映された。
『蠢動』と混同を避けるため、タイトルは『蠢動－しゅんどう－』となっており、「－しゅんどう－」もタイトルの一部であり、ふり仮名ではない。

## あらすじ
享保の大飢饉から数年後の因幡藩へ、幕府から剣術指南が派遣される。城代家老らが指南の監視を命じたところ、不審な動きが判明する。対応に苦慮する中、幕府からの使者が向かっているとの報せも入り、城代家老らは、剣術指南との接触を恐れ、剣術指南の暗殺を決断する。原田に命じ、門弟と飲食後に帰宅中の剣術指南を暗殺させ、別の者が、剣術指南に他藩での剣術修行の夢を絶たれた藩士の香川を下手人に仕立て上げる。次に香川を下手人として暗殺するため、原田に、香川殺害を命じる。
何も知らずに、偽の許可を得て他藩での剣術修行のため出立していた香川を討手達が追う。香川の親友で香川の姉と婚約していた、討手の一隊の一人の木村は、福恩寺で香川と出会い、下手人か問いただすが、他の討手の切り込みに巻き込まれ、斬り殺される。香川は二人の討手を切り、その場から逃れ、一隊の最後の一人である原田が追う。
やがて、雪原で別の一隊が香川に追い付く。捕縛の命に反して殺害しようとする者とそれを止める香川の友人が対立するが、香川と討手は斬り合いとなり、香川は友人を含む討手全員を斬る。そこへ原田が追い付く。香川は原田を問いただすが、原田は答えず、斬り合いとなる。夜、城に戻った原田は、城代家老に香川の元結を見せて香川討ち取りを報告する。それを見、原田以外が討ち死にしたと知った幕府の使者は感激し、藩への疑念を無くす。
その頃、雪原で、元結を切られた香川が立ち上がり、叫ぶ。

## キャスト
- 原田大八郎 - 平岳大： 因幡藩剣術師範
- 香川廣樹 - 脇崎智史： 因幡藩々士
- 荒木源義 - 若林豪： 因幡藩城代家老
- 松宮十三 - 目黒祐樹： 公儀剣術指南役
- 舟瀬太悟 - 中原丈雄： 城代家老付用人
- 香川由紀 - さとう珠緒： 香川の姉
- 西崎隆峰 - 栗塚旭： 公儀の使者
- 重森勝造 - 細川純一： 因幡藩家老
- 鵜沼一信 - 芝本正： 因幡藩家老
- 前田家也 - 楠年明： 因幡藩家老
- 木村美奈江 - 増田久美子： 因幡藩士・木村の母
- 因幡藩士 - チーム蠢動（梅田脩平、金子栄章、鎌森良平、齋藤廉、櫻井忍、慎竜太郎、鶴井一矢、内藤邦秋、夏守陽平、花田昇太朗、福場翔太、三角園直樹、森本真也）： 討っ手

## スタッフ
- 製作者：三上康雄、三上陽子
- 監督・脚本・編集・プロデュース：三上康雄
- 殺陣：久世浩
- 殺陣助手：山田公男
- スタント監修：マット奥井
- 撮影：岡田賢三、大淵博道、康孝元
- 照明：宮西孝明
- 美術：平田俊昭
- 録音：長島慎介
- 整音：小林喬
- DIT：大隈文顕
- 映像技術：後藤利実
- 助監督：生駒誠
- 音楽：飛鳥峯英
- 演奏: 倭太鼓飛龍
- 音響効果：伊藤進一（カモメファン）
- 衣装：真柴紀子(松竹衣装)
- かつら：濱中尋吉（山田かつら）
- スチール：渡邊俊夫
- タイトル：道川昭
- ポスプロ：東映デジタルセンター
- ラボ：東映ラボ・テック
- ロケ協力：ロケーションナヴィゲーター伊賀、滋賀ロケーションオフィス、美山町観光協会、とっとりフィルムコミッション、伊賀市、名張市、甲賀市、高島市、勝山市、美山町
- 製作：三上康雄事務所